# Australiobates setipalpis
Australiobates setipalpis är en kvalsterart som beskrevs av Cook 1983. Australiobates setipalpis ingår i släktet Australiobates och familjen Hygrobatidae. Inga underarter finns listade.